# مجفف شعر

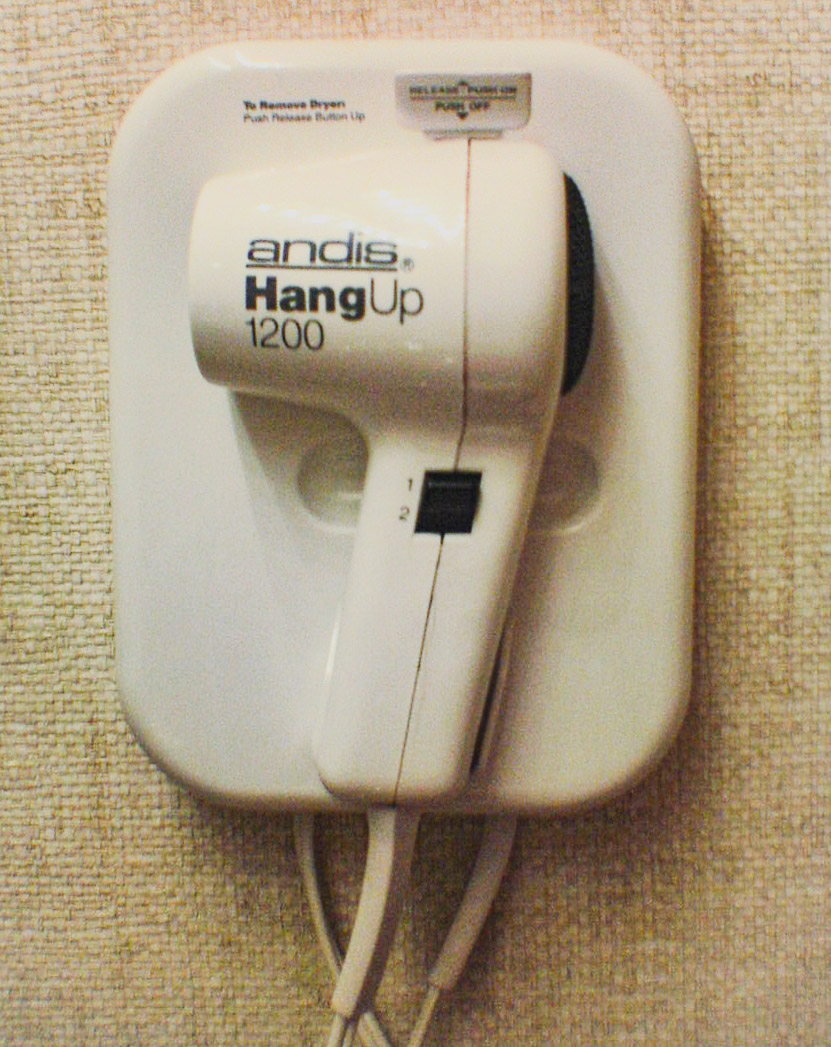
مجفف للشعر حديث

مجفف الشعر أو منشف الشعر، هو جهاز كهربائي مُصمم لنفخ الهواء الساخن الرطب أو البارد الأكثر رطوبة اتجاه الشعر، وذلك بغية تعجيل تبخر جزيئات الماء وبالتالي تنشيف الشعر. تتيح منشفات الشعر التحكم بصورة أفضل في شكل وأسلوب تسريحة هذا الأخير، وذلك عن طريق التسريع والتحكم في تشكيل الروابط الهيدروجينية المؤقتة داخل كل شعرة. هذه الروابط الهيدروجينية هي قوية جدا (السماح لتشكيل شعر أقوى عبر رابطة كبريتية التي تكون موجة دائمة)، ولكنها مؤقتة للغاية وعرضة للرطوبة. انها تختفي بعد غسل واحد للشعر.

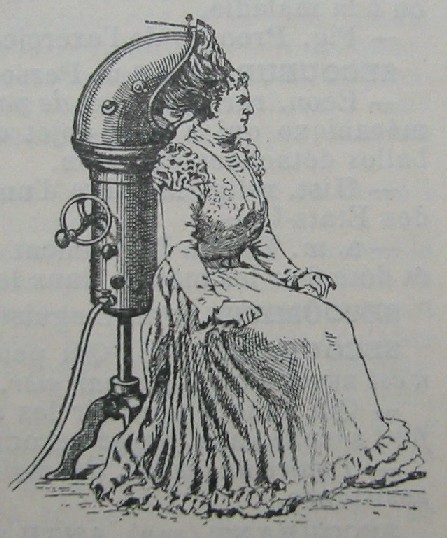
منشف الشعر سنة 1900

تم اختراع أول منشف للشعر في حوالي نهاية القرن التاسع عشر. النموذج الأول من تصميم الكسندر غودوفوا (Alexandre F. Godefoy) في صالون بفرنسا. أما الإصدار اليدوي المنزلي لمجفف الشعر أول فقد ظهر في عام 1920.

## أضرار مجفف الشعر
- استخدام مجفف الشعر بكثرة قد يتسبب في تساقط الشعر.
- تشغيل مجفف الشعر بدرجات حرارة عالية قد يؤدي إلى حرق بصيلات الشعر مما قد يتسبب في عدم إنبات الشعر مرة أخرى خاصة عند تقريب المجفف من فروة الرأس.